# Публічна теологія
Публічна теологія - наукова дисципліна, що виокремилась з теології у наслідок публічного повороту у соціально-гуманітарних науках у другій половині ХХ століття.
Об’єктом теоретичного інтересу публічної теології, так само, як і інших публічних дисциплін, є «дослідження ролі релігій у суспільному бутті» чи «дослідження теології у світі, що глобалізується» за описом дослідницької програми з публічної теології університету Берклі.
Станом на 2017 рік діяли десятки магістерських та дослідницьких програм з публічної теології, зокрема в таких провідних університетах світу, як Берклі (США); При університетах створюють відповідні підрозділи. Прикладом такого підрозділу є "Центр публічної і контекстуальної теології" в Університеті Чарльза Старта
Академічне видавництво Brill видає Міжнародний журнал публічної теології. 
В Україні розвиток публічної теології пов'язаний з особистостями архімандрита Кирила (Говоруна), протоієрея Георгія Коваленко та функціонуванням Відкритого православного університету.
2017 року опубліковано збірник лекцій архімандрита Кирила (Говоруна) «Українська публічна теологія», однією з ключових ідей якої є «роздуми автора про місце релігійного у публічному просторі, взаємовідносини між Церквою та державою і Церквою та суспільством».